# لودي لين
لودي لين هو ممثل وموديل صيني-كندي ولد في 11 نوفمبر 1984. كما أنه سيؤدي دور ليو كانغ في فيلم مورتال كومبات 2021.

## وصلات خارجية
- لودي لين على موقع IMDb (الإنجليزية)
- لودي لين على موقع ألو سيني (الفرنسية)
- لودي لين على موقع أول موفي (الإنجليزية)
- لودي لين على موقع قاعدة بيانات الفيلم (الإنجليزية)
- لودي لين على موقع كينوبويسك (الروسية)